# 아마존 페이
아마존 페이(영어: Amazon Payments, Inc.)는 아마존 소유의 온라인 지불 서비스이다. 2007년에 서비스를 시작해 아마존의 구매자 기반을 통해 유저가 외부 사이트에서 결제를 아마존 계정을 통해 할 수 있도록 도와준다.

## 제품
아마존 페이는 구매자와 판매자가 온라인 결제를 진행하기 위한 다양한 상품을 내포하고 있다.

### 아마존 페이
아마존 페이는 웹사이트와 모바일 앱에서 아마존 계정에 저장된 주소와 신용카드와 은행 계좌 등 결제 방법을 사용해 재화 및 서비스를 구매할 수 있게 하는 옵션을 제공한다.

### 아마존 페이 익스프레스
아마존 페이 익스프레스는 웹사이트의 단순 온라인 상거래 이용을 위한 온라인 결제 서비스이며, 아마존 페이를 기반으로 만들어졌다 it uses a Java button code generator to create a button that can be copied and pasted onto a website or added via WordPress Plug-in.. 디지털 다운로드와 같이 적은 수의 제품을 하나씩 판매하는 경우에 적합한 서비스이다.

## 발전
아마존 페이는 외부 사이트에서의 아마존 계정 기반 온라인 결제를 발전시키기 위해 많은 변화를 감내하였다. 현재는 아마존 페이가 이 변화 끝에 등장하였으나, 이는 전단계의 많은 시행착오가 반영된 결과물이다.

### Checkout by Amazon (CBA)
CBA는 온라인 판매자들이 아마존 계정정보를 전달받고 이를 결제에 사용할 수 있게끔 도와준 온라인 상거래 기능이다. CBA를 통해 주문 처리, 프로모션 할인, 배송료, 세금계산 등 결제의 다양한 분야를 관리할 수 있다. CBA는 판매자의 필요에 따라 판매자의 시스템에 (Seller Central을 통한) 수동적 프로세싱을 통해 내장시킬 수 있으며, SOAP API 혹은 CSV 파일을 이용할 수도 있다. CBA는 또한 아마존의 보안장치를 통해 불량품을 줄일 수 있을 것으로 예상되었다. CBA는 2016년에 영국과 독일에서 그 서비스가 중단되었으며 미국에서 2017년에 중단될 전망이다.

### Amazon Flexible Payments Service (FPS)
FPS는 아마존 웹 서비스로서, 단일, 다중, 무제한의 결제 토큰을 기반으로 구축된 기술을 사용하여 두 기업 간의 자금 이전을 지원했다. 상인들은 API나 솔루션 제공자를 통해 서비스 이용을 관리했고 아마존 결제 웹사이트의 가맹점의 은행계좌를 통해 접속했다. 이 서비스는 2007년 8월에 한정 베타버전으로 개시되었고, 이후 2009년 2월에 정식버전으로 출시되었다. FPS는 프로모션, 세금, 배송 등 주문 처리와 관련된 추가 기능을 FPS가 처리하지 않았다는 점에서 CBA와 차이를 보였다. FPS는 아마존 웹 서비스의 결제 처리도 제공했지만 이는 2015년 6월 1일 중단되었다.

### GoPago 기술 인수
아마존은 2013년 고파고의 기술(mPayment)을 인수해 엔지니어링팀과 제품팀을 영입했다. 아마존은 모바일 결제 사업에 관심이 있었으며, 고파고의 앱은 구매자들이 가게에 도착하기 전에 상품과 서비스를 주문하고 결제할 수 있게 해준다.

## 지원 국가
미국
 오스트리아
 벨기에
 키프로스
 독일
 덴마크
 스페인
 프랑스
 헝가리
 룩셈부르크
 아일랜드
 인도
 이탈리아
 일본
 네덜란드
 포르투갈
 스웨덴
 영국
 스위스

## 보안
2010년 9월 22일, 아마존은 아마존 결제 SDK의 보안 결함에 관한 보안 자문을 발표했다.
이 결함으로 인해 악의적인 구매자는 이러한 SDK를 이용하여 웹 상점에서 무료로 쇼핑을 할 수 있다.
아마존은 2010년 11월 1일까지 모든 웹 상점에서 이러한 문제가 보완된 SDK로 업그레이드하도록 명령했다. 이 결함을 발견한 것은 루이 왕이었다. 그 결함의 세부사항은 루이 왕, 슈오 첸, 샤오펑왕, 샤즈 케이더의 "온라인에서 무료로 쇼핑하는 방법 - 웹스토어 기반 결제 서비스의 보안 분석"에 기록되어 있다.

## 같이 보기
- 전자지갑
- 페이팔